# Her Friend, the Milkman
Her Friend, the Milkman è un cortometraggio muto del 1915 diretto e interpretato da Eddie Lyons. Tra gli altri interpreti, Lee Moran e Victoria Forde. Prodotto dalla Nestor e distribuito dall'Universal Film Manufacturing Company, il film fu sceneggiato da Al E. Christie.

## Produzione
Il film fu prodotto dalla Nestor Film Company di David Horsley.

## Distribuzione
Distribuito dall'Universal Film Manufacturing Company, il film - un cortometraggio di una bobina - uscì nelle sale cinematografiche statunitensi il 30 aprile 1915.